# أدرينالين (فلم)
أدرينالين فيلم جريمة مصري صدر عام 2009. الفيلم من إخراج محمود كامل، وتأليف محمد عبد الخالق، وإنتاج الشركة العربية للإنتاج والتوزيع السينمائي، ومن بطولة خالد الصاوي، وغادة عبد الرازق، وسامح الصريطي، ومحمد شومان، وإياد نصار، وهاني حسين.

## قصة الفيلم
تدور أحداث الفيلم حول جريمة قتل غامضة يحقق فيها ضابط شرطة «خالد الصاوي» ومعه مساعده «إياد نصار»، حيث يتهم فيها نحات «سامح الصريطي» الذي يجسد دور زوج الطبيبة «غادة عبد الرازق» وفي إطار من التشويق ينجح الطبيب الشرعى «محمد شومان» في مساعدة الشرطة على فك طلاسم الجريمة غامضة، ليكتشف مدى علاقة مادة «الأدرينالين» التي يفرزها الجسم عند الخوف بتلك الجريمة، من خلال احداث مليئة بالغموض.

## الممثلون
- خالد الصاوي في دور المقدم محمود أبو الليل
- غادة عبد الرازق في دور الدكتورة منال عز الدين
- سامح الصريطي في دور أسامة فؤاد قنديل
- محمد شومان في دور الحلواني
- إياد نصار في دور عمر حكيم
- هاني حسين في دور الدكتور كريم عوني
- ألفت عمر في دور الدكتورة نبيلة
- ياسمين النجار في دور صديقة منال
- ياسر الطوبجي في دور موظف البنك
- محمد فاروق في دور بواب العمارة
- سامي مغاوري في دور القاضي
- أشرف سرحان في دور فنان تشكيلي
- فايق عزب في دور مدير مباحث الإسكندرية

## وصلات خارجية
- مقالات تستعمل روابط فنية بلا صلة مع ويكي بيانات